# Ziener

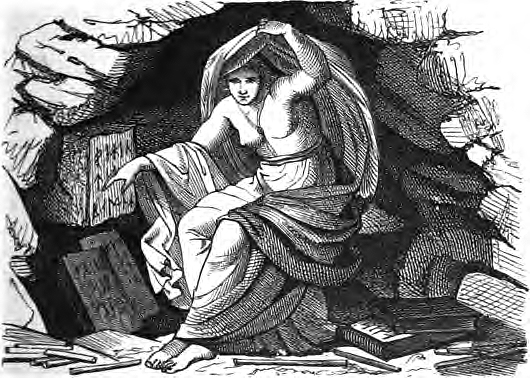
De zieneres Groa door Karl Ehrenberg

Een ziener is iemand die visioenen ziet of andere buitenzintuiglijke waarnemingen doet of zegt te doen. Andere termen hiervoor zijn waarzegger, helderziende of paragnost. Als de visioenen of waarnemingen de toekomst betreffen, wordt een ziener ook wel profeet genoemd.

## Zieners in de klassieke oudheid

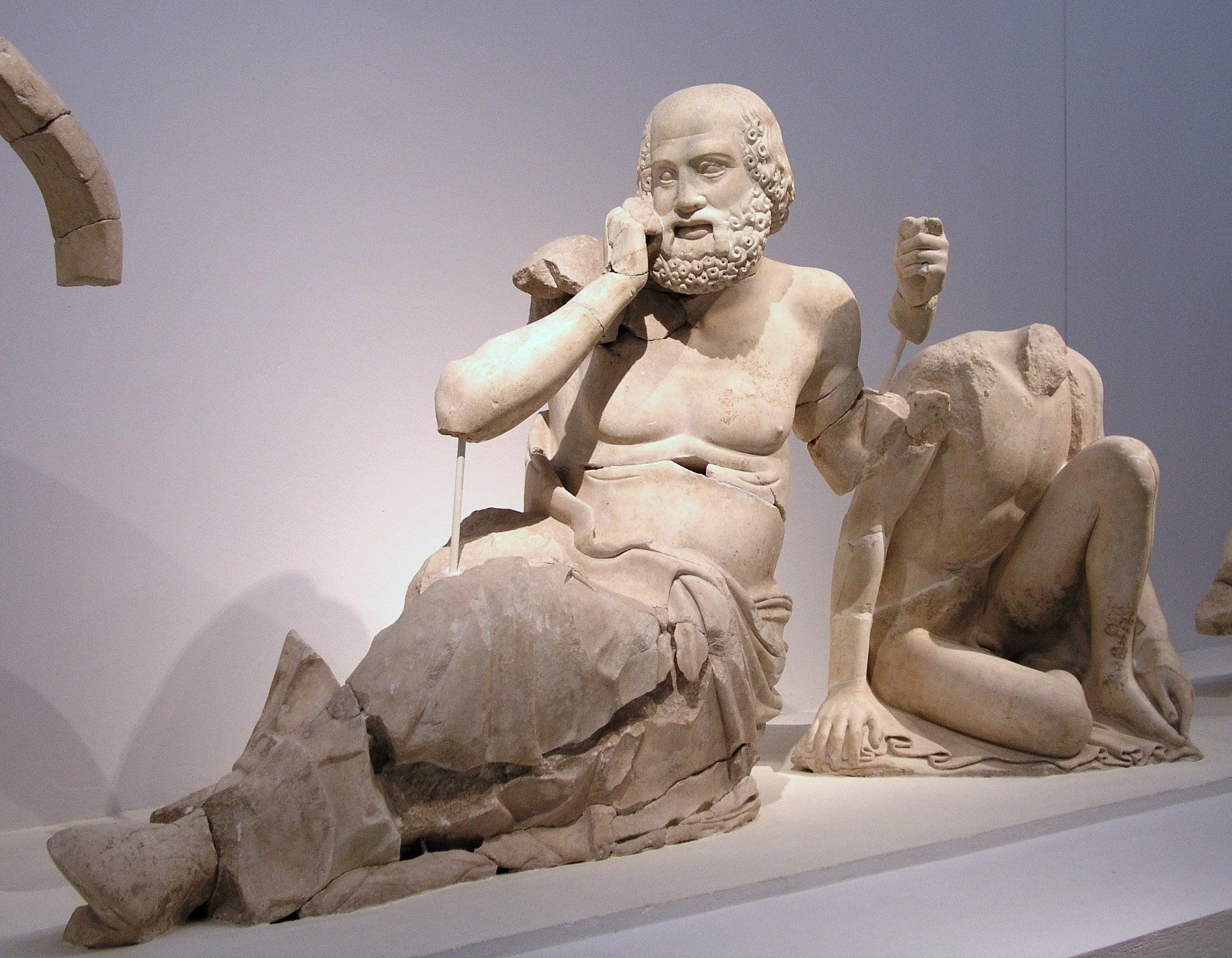
Een ziener (afkomstig van de oostgevel van de tempel van Zeus in Olympia)

Bekende zieners uit de Griekse oudheid waren Kalchas, Tiresias, Mopsus en Amphiaraos.
Ook priesteressen zoals de Pythia van het Orakel van Delphi, de Veleda en de Volva waren zieneressen.
Bij de Etrusken en de Romeinen probeerden haruspicen de toekomst te zien aan de hand van organen van offerdieren. Auguren deden dit door te kijken naar de hemel: uit de vlucht van vogels of een blikseminslag werd de toekomst voorspeld.

## Zieners in de Bijbel
In Nederlandse vertalingen van de Hebreeuwse Bijbel wordt de term ziener meestal gebruikt als synoniem voor profeet en incidenteel als een oud woord voor profeet (1 Samuel 9:9). Dit gebruik is positief, tegenover het negatieve gebruik van termen als waarzegger of toekomstvoorspeller (Deuteronomium 18:10).

## Zieners in het hindoeïsme
In de Indiase oudheid waren rishi's degenen die in de klassieke periode als ziener werden beschouwd. In de Rig-Veda worden zij echter slechts tweemaal genoemd en komt de term vipra veel vaker terug, die daarom tot de voorafgaande antieke vedische periode wordt gerekend, waartoe ook deze oudste Veda behoort. Deskundigen gaan ervan uit dat deze vipra's degenen waren die de vedische richa's of versregels hebben geschouwd en voortgebracht, terwijl de rishi's deze systematisch ordenden tot het geheel dat de Rig Veda heet.

## Zieners in de traditionele Afrikaanse religies
In de traditionele Afrikaanse religies spelen zieners een belangrijke rol. Mensen geloven dat zij door de geesten zijn geselecteerd om als een intermediair tussen de wereld van de mensen en de geesten te fungeren. Zieners kunnen in hun dromen afdalen naar de wereld van de geesten en specifieke geesten ontmoeten en hun wensen leren kennen. Ook kunnen zij geesten in verschillende rituelen oproepen. Het kan hier bijvoorbeeld gaan om genezingsrituelen of het voorspellen van de toekomst. De geesten manifesteren zich in een beeld dat in het ritueel centraal staat. Bij de Baule in Ivoorkust zijn zieners altijd mannen, maar bijvoorbeeld bij de Senufo in Ivoorkust/Mali zijn zieners vrouwen. Deze zieners worden Sandobele genoemd.

## De psychologie
Volgens de Amerikaanse psychologe Elaine Aron behoren zieners tot de categorie van 10 à 15% hoogsensitieve personen (HSP) van een bevolking. Sommige zieners kregen volgens haar vanwege hun gave een belangrijke functie aan het hof van wereldlijke heersers als adviseur of in tempels als priester.

## Trivia
- Simon Vestdijk heeft een roman geschreven met als titel De ziener.
- In de stripreeks Asterix komt een album voor met de titel De ziener.